# اندرو دیک (بازیکن فوتبال)
اندرو دیک (انگلیسی: Andrew Dick؛ زادهٔ ۲۵ فوریهٔ ۱۹۸۶) بازیکن فوتبال اهل بریتانیا است.
از باشگاه‌هایی که در آن بازی کرده‌است می‌توان به باشگاه فوتبال فالکیرک و باشگاه فوتبال رنجرز اشاره کرد.